# Manuel Fernando Terrones Asencio
Manuel Fernando Terrones Asencio (Distrito de San José (Pacasmayo), 1847 — La Libertad, 1880) fue un campesino peruano, héroe de la Guerr del Pacífico.